# Виймси (волость)
Ви́ймси (эст. Viimsi vald) — волость на севере Эстонии в уезде Харьюмаа.

## География
Площадь волости — 73,3 км². Примыкает с северо-востока к столице страны — городу Таллину. Занимает территорию полуострова Виймси и нескольких островов, включая Найссаар, Кери, Прангли, Экси, Тийрлооди, Крясули, Сейнакари, Кумбли и Пандью. 
В Виймси есть предприятия, занимающиеся рыболовством и цветоводством.

## Население
По данным переписи населения 2011 года численность жителей волости составила 18 533 человека, из них 15 726 (84,9 %) — эстонцы. Это наиболее населённая волость в уезде.
По состоянию на 1 января 2020 года в волости проживали 20 553 человека.

## Населённые пункты
В состав волости входят 2 посёлка — Виймси и Хаабнеэме — и 18 деревень: Идаотса, Келназе, Келвинги, Лайакюла, Леппнеэме, Лубья, Ляэнеотса, Метсакасти, Мийдуранна, Мууга, Найссааре, Принги, Пюйнси, Пярнамяэ, Рандвере, Рохунеэме, Таммнеэме, Айгрумяэ.

## История
В 1219 году местное население крестили датские захватчики.
26 января 1919 года народным голосованием и с разрешения Министерства Временного правительства была создана волость Виймси. Население волости тогда составляло 1258 человек. 
В советское время на территории волости находился опорно-показательный рыболовецкий колхоз им. С. М. Кирова.
На территории волости, у самого берега моря расположен Mузей под открытым небом. Основную часть его экспозиции составляет хуторской двор Кингу: рига  1820-х годов, построенный в начале XX века жилой дом, хлев и прочие хуторские здания с предметами труда и быта, необходимыми в рыбацком хозяйстве.

## Статистика
Данные Департамента статистики о волости Виймси:

Посёлок Виймси

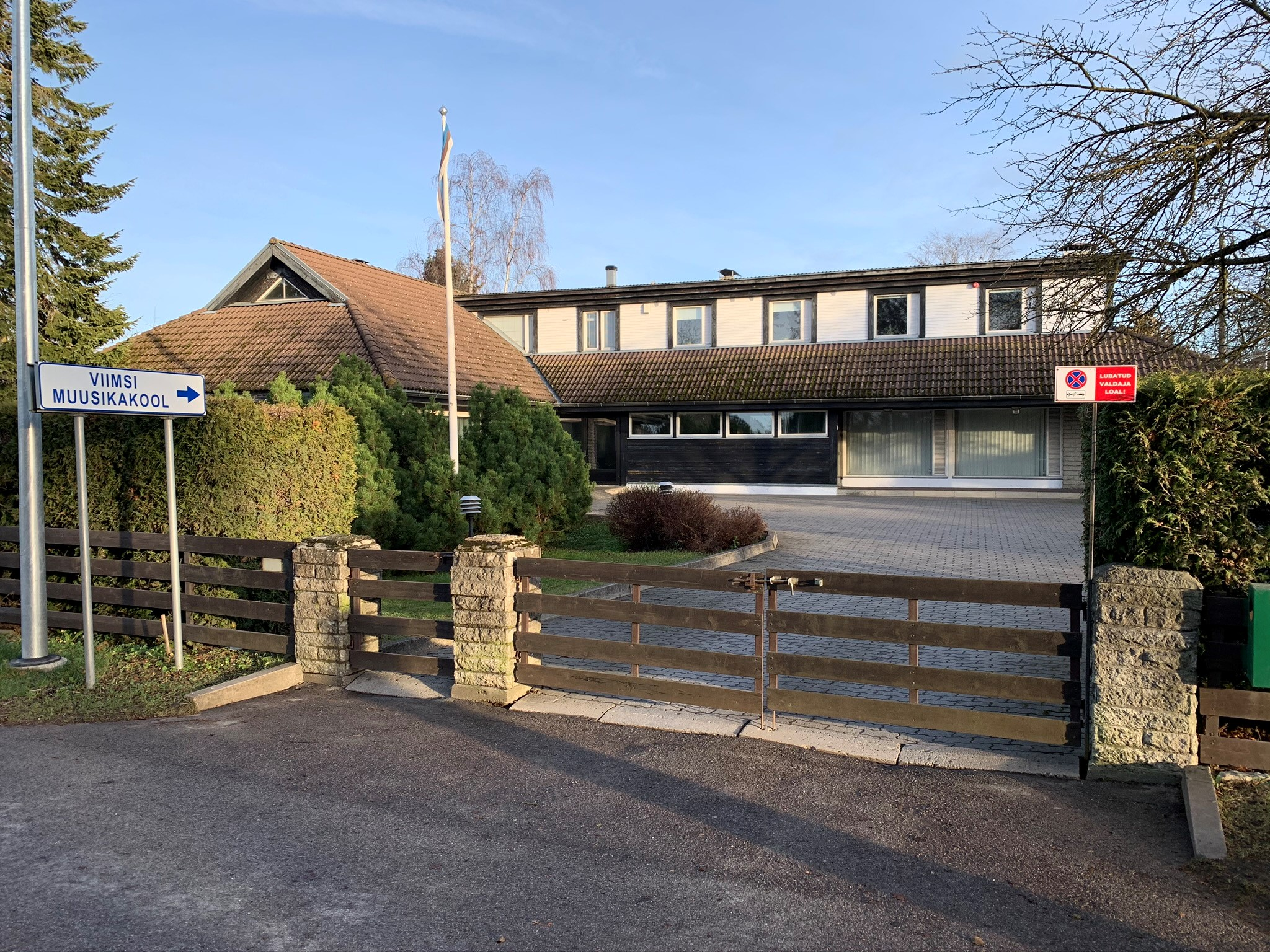
Музыкальная школа Виймси

Число жителей на 1 января каждого года:
| Год  | 2016   | 2017     | 2018     | 2019     | 2020     | 2021     | 2022     |
| ---- | ------ | -------- | -------- | -------- | -------- | -------- | -------- |
| Чел. | 18 041 | ↗ 18 659 | ↗ 19 387 | ↗ 19 978 | ↗ 20 553 | ↗ 21 151 | ↗ 21 872 |

Число рождений:
| Год           | 2016 | 2017  | 2018  | 2019  | 2020  |
| ------------- | ---- | ----- | ----- | ----- | ----- |
| Живорождённых | 217  | ↘ 215 | ↗ 265 | ↘ 264 | ↘ 222 |

Число смертей:
| Год     | 2016 | 2017  | 2018  | 2019  |
| ------- | ---- | ----- | ----- | ----- |
| Умерших | 94   | ↗ 101 | ↗ 113 | ↘ 104 |

Зарегистрированные безработные:
| Год  | 2016 | 2017  | 2018  | 2019  | 2021 (август) |
| ---- | ---- | ----- | ----- | ----- | ------------- |
| Чел. | 259  | ↗ 267 | ↗ 302 | ↗ 349 | ↗ 697         |

Средняя брутто-зарплата:
| Год  | 2016    | 2017      | 2018      | 2019      | 2020      |
| ---- | ------- | --------- | --------- | --------- | --------- |
| Евро | 1513,25 | ↗ 1601,46 | ↗ 1710,84 | ↗ 1818,88 | ↗ 1873,80 |

В 2019 году волость Виймси занимала 1 место по величине средней брутто-зарплаты среди 79 муниципалитетов Эстонии.
Число учеников в школах:
| Год  | 2016 | 2017   | 2018   | 2019   |
| ---- | ---- | ------ | ------ | ------ |
| Чел. | 2413 | ↗ 2567 | ↗ 2792 | ↗ 2901 |

## Экономика
Крупнейшие работодатели волости по состоянию на 30 июня 2020 года:

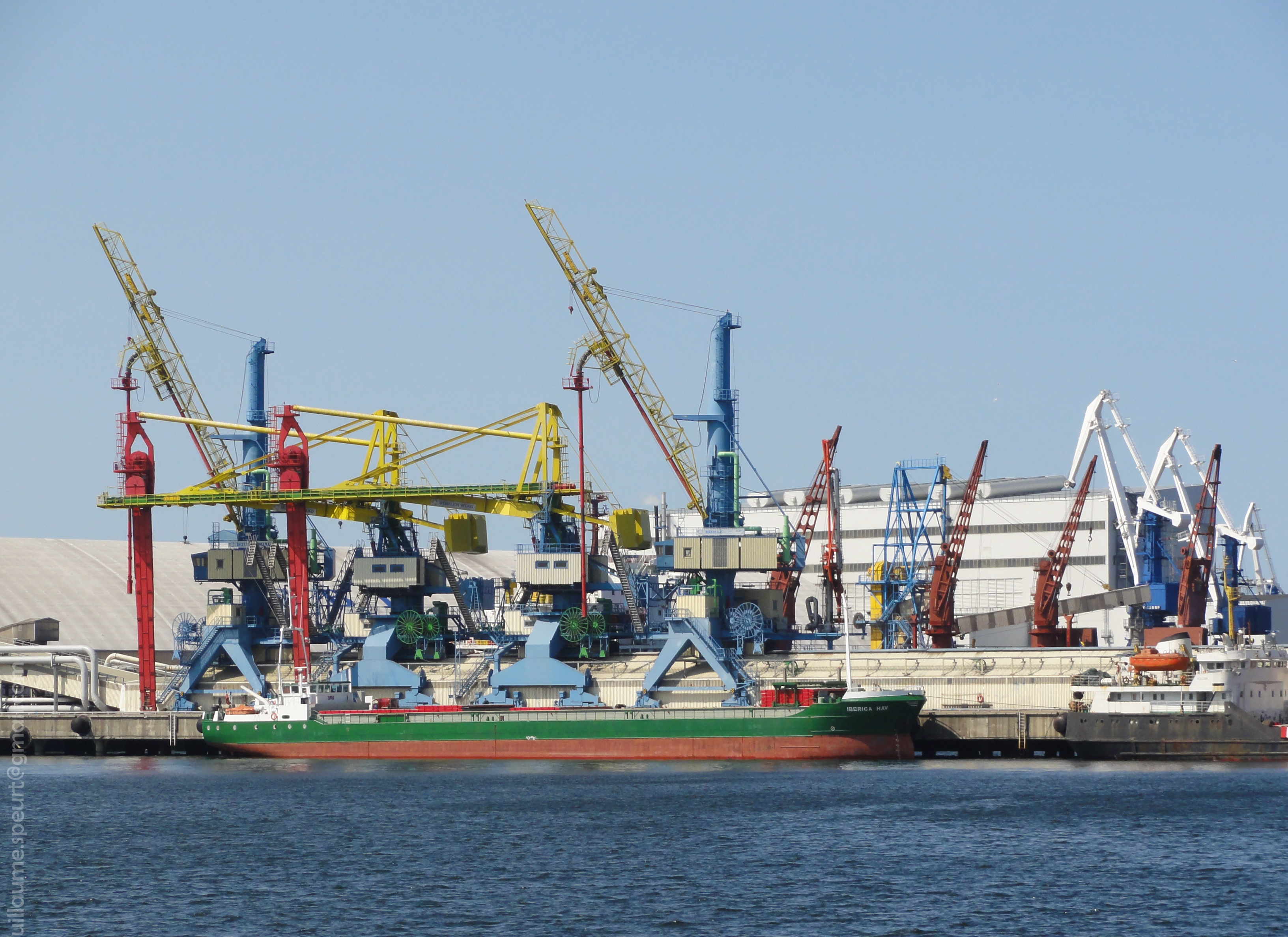
Порт Мууга

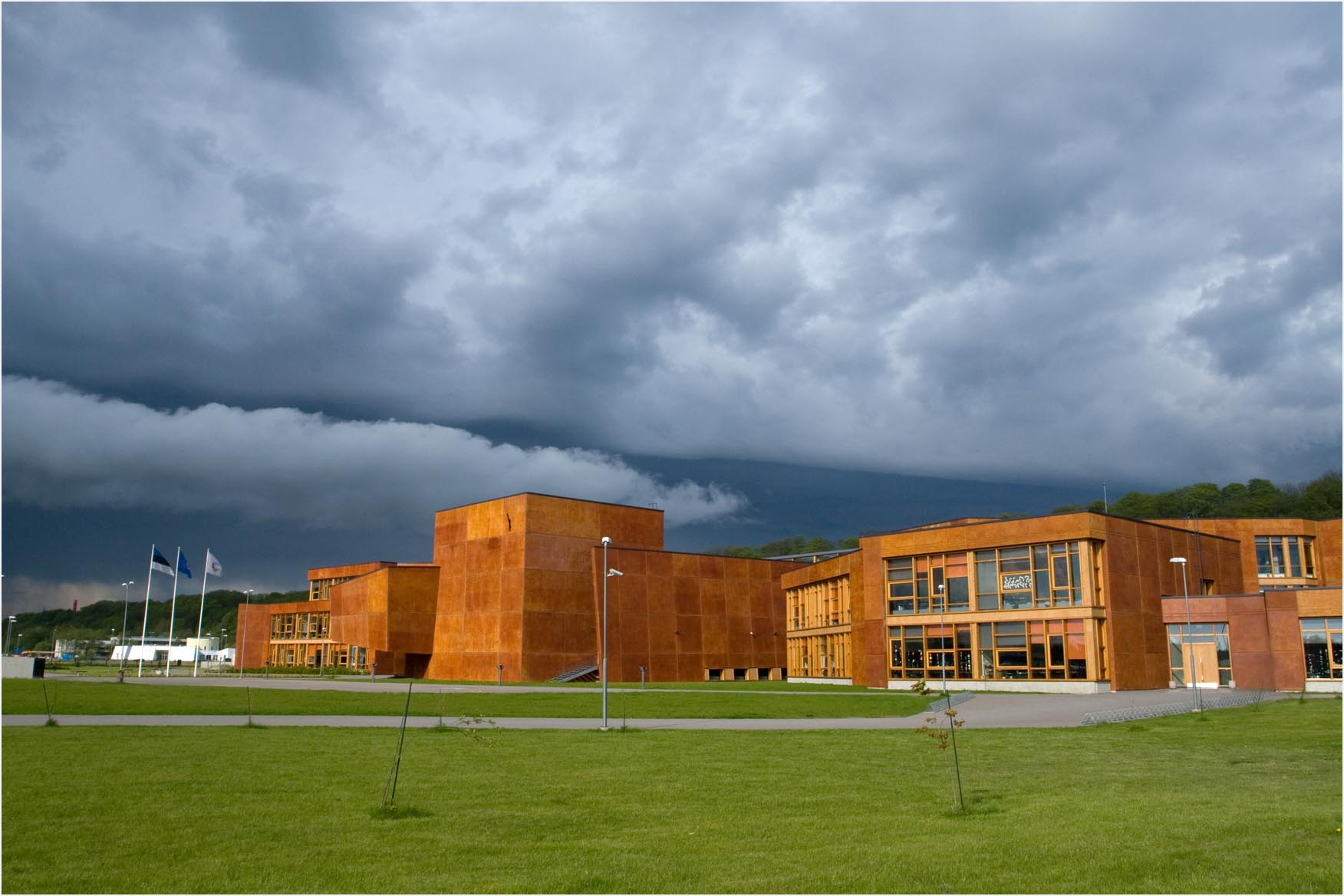
Школа Виймси

| Предприятие/организация                 | Вид деятельности                                           | Численность работников |
| --------------------------------------- | ---------------------------------------------------------- | ---------------------- |
| DBT AS                                  | Транспортная обработка грузов                              | 254                    |
| Fertilitas AS                           | Практика врачей-специалистов                               | 191                    |
| Волостная управа Виймси                 | Орган государственного управления                          | 182                    |
| Interchemie Werken De Adelaar Eeesti AS | Производство лекарств и прочих фармацевтических препаратов | 146                    |
| Eesti Loots AS                          | Обслуживание водного транспорта                            | 127                    |
| Viimsi Kool                             | Основная школа                                             | 119                    |
| Haabneeme Kool                          | Основная школа                                             | 84                     |
| Coats Eesti AS                          | Производство одежды и аксессуаров                          | 82                     |
| Vesta Terminal Tallinn OÜ               | Транспортная обработка грузов                              | 77                     |
| Randvere Kool                           | Основная школа                                             | 74                     |
| Scanweld AS                             | Специализированные строительные работы                     | 73                     |
| Inspectorate Estonia AS                 | Технические испытания и анализы                            | 61                     |
| Püünsi Kool                             | Основная школа                                             | 52                     |
| Viimsi Gümnaasium                       | Гимназия                                                   | 51                     |